# Bythogenes atechna
Bythogenes atechna är en fjärilsart som beskrevs av Edward Meyrick 1937. Bythogenes atechna ingår i släktet Bythogenes och familjen säckspinnare. Inga underarter finns listade i Catalogue of Life.